# Finlandia-hymni
Il Finlandia-hymni è un inno solenne scritto tra il 1899 e 1900 dal compositore finlandese Jean Sibelius. Contenuto inizialmente all'interno del patriottico poema sinfonico Finlandia, il brano è stato successivamente rielaborato dallo stesso compositore, divenendo un pezzo a sé stante.
Con le parole scritte nel 1941 dal poeta Veikko Antero Koskenniemi, Finlandia-hymni è divenuta una delle più importanti canzoni nazionali finlandesi, venendo considerata da molti una sorta di secondo inno della nazione, anche se Maamme è de facto l'inno nazionale.
Questa melodia, dal sapore melanconico, divenne negli anni successivi un vero e proprio inno di libertà e di protesta del popolo finlandese, contro le leggi promosse dallo zar Nicola II di Russia.
Nel corso del tempo i temi contenuti in Finlandia-hymni sono stati utilizzati in diversi modi: la melodia, con diverse parole, è stata utilizzata per vari inni cristiani, il più celebre dei quali è Be Still, My Soul, nella traduzione italiana in uso nelle chiese del protestantesimo storico, con il titolo di Veglia al mattin. Esso è utilizzato anche dalla Chiesa cattolica, tradotto da Ernesto Ferretti e con il titolo "Con te, Gesù".

## Inno del Biafra
La melodia di Finlandia-hymni è stata adottata anche dalla repubblica del Biafra per il suo inno nazionale Terra del Sole nascente durante la sua breve secessione dalla Nigeria durata dal 1967 al 1970.

## Cover
Il gruppo finlandese Nightwish ha eseguito una cover del brano durante il tour dell'album Dark Passion Play, eseguendo la melodia con il Uilleann pipes di Troy Donockley. Un'altra celebre band finlandese, gli Stone, ha utilizzato una sua versione di una parte del brano come intro per il loro secondo album No Anaesthesia!.